# Metapont (rei)
|  | Per a altres significats, vegeu «Metapont». |

Metapont (en grec antic Μετάποντος) va ser, segons la mitologia grega, l'heroi epònim de la ciutat de Metapont, a la Magna Grècia. En forma no grega, aquest nom podria ser Metabus, i la ciutat s'hauria anomenat en un primer temps Metabos, abans que Metapont.
Es deia de Metapont que era fill de Sísif i net d'Èol, però la majoria de tradicions diuen que era el pare adoptiu del jove Èol i de Beot, el seu germà bessó. Va donar acollida a Arne, la filla del primer Èol quan es va quedar en estat i el seu pare la va expulsar de la ciutat. Es va enamorar d'ella, i va fer fora a la seva primera dona, Siris, que va enviar a la ciutat de Siris, prop de Metapont. Després, Beot i Èol, fills d'Arne, van matar Siris per consell de la seva mare, i van fugir, un a Beòcia, a la que va donar nom, i l'altre a les illes Eòlies, on va ser recollit per Líparos, el seu rei.
Una versió diferent explica que Èol fill d'Hel·lè va deixar cega la seva filla Arne (o Melanipe), embarassada per Posidó, quan van néixer els bessons Èol i Beot, i la tancà en una masmorra. Després va ordenar abandonar els nens a la muntanya. Els va alletar una vaca fins que uns pastors els van trobar i els van recollir per criar-los amb ells. Metapont, rei d'Itàlia, no podia tenir descendència amb la seva esposa Teano (o Siris). El rei va amenaçar de repudiar-la en vista de la seva esterilitat. Teano va demanar als pastors que li donessin uns nens que pogués fer passar per fills seus, i ells li van oferir Èol i Beot, als que va presentar al seu marit com si fossin propis. Però poc després, Teano va infantar dues criatures i va pensar en eliminar els dos nens estrangers que havia introduït a casa seva de manera imprudent, i sobretot perquè per la seva bellesa eren els preferits del seu marit. Un dia en què el seu marit havia anat a oferir un sacrifici a Diana, Teano va revelar als seus fills el secret del naixement d'Èol i Beot, i els va demanar que els matessin durant una cacera. Els quatre nois van lluitar a la muntanya i Èol i Beot van guanyar amb l'ajuda de Posidó. Van matar els fills de Teano i es van refugiar amb els pastors que els havien acollit en néixer. Allí Posidó els va dir que era el seu pare i que la seva mare seguia presonera. Els joves van anar a alliberar-la i el déu li va retornar la vista. Els nois la van portar a Metapont, la ciutat d'on Metapont era rei i el van informar dels crims de la seva esposa Teano (o Siris). El monarca es va casar amb Arne (o Melanipe) i els nois van marxar, l'un a fundar Beòcia i l'altre Eòlia, a la Propòntida.